# Corner d'Hutchinson sur le blé en 1888 à Chicago
Le corner d'Hutchinson sur le blé en 1888 à Chicago  est l'un des trois plus gros corner du XIXe siècle sur le Chicago Board of Trade, à une époque où les négociants américains de la région des Grands Lacs voient leur surface financière et leurs ambitions croître rapidement. Le corner de 1888 est décrit par comme le plus réussi des corners sur les céréales menés à leur terme par le Chicago Tribune.

## Histoire
Le jeune Benjamin P. Hutchinson a fait fortune dans la chaussure à Lynn, dans le Massachusetts et vient ensuite s'installer, dans le "Middle West", au pays des grandes plaines céréalières. Dès 1866, il parvient à faire doubler le prix du blé par "corner" sur le marché à terme de Chicago.
En 1888, un groupe de spéculateurs mené par le même Benjamin P. Hutchinson, plus âgé, a acheté progressivement, à partir du printemps, tous les stocks de blé, comptant sur de fortes exportations à destination de l'Europe, où des prévisions très pessimistes font peu à peu état d'un déficit de près de 140 millions de boisseaux. Ce groupe de spéculateurs parvient à s'emparer de la quasi-totalité des stocks de blé Chicago, estimée à 15 millions de boisseaux et contrôle aussi les contrats de livraison pour septembre, période de fin des moissons. Le 22 septembre, le cours du boisseau atteint le seuil psychologiquement important d'un dollar, mais sans décourager les vendeurs à terme, qui ensuite paniquent, cinq jours plus tard, lorsque le cours atteint 1,28 dollar.
Benjamin P. Hutchinson accepte de livrer 125000 boisseaux à 1,25 dollar, pour les soulager, mais pas plus. Le 28 septembre, avant-veille de l'échéance des contrats à terme, il fixe le cours à 1,50 dollar mais les vendeurs à terme refusent et il monte alors ce prix à 2 dollars le dernier jour, cours duquel un million de boisseaux sont vendus à ce prix, l'autre million restant ne pouvant être livré, avec le contentieux juridique en résultant. Hutchinson est ainsi parvenu à faire monter le prix du blé en liquidation de 89 cents 3/5 à 200 cents au cours de l'année 1888. Il vendit à un prix élevé des quantités considérables de blé et gagna 15 millions de dollars.
Le corner de 1888 est décrit par comme le plus réussi des corners sur les céréales menés à leur terme par le Chicago Tribune, mais il est suivi trois ans plus tard par l'échec d'une tentative sur le maïs.